# Муссон
Муссо́ны (от араб. موسم‎, mawsim, — время года, посредством фр. mousson) — ветры, направленные с океанов на материки в летнее время и с материков в океаны в зимнее время. Свойственны тропическим приморским областям и некоторым приморским местностям умеренного пояса (Дальний Восток). Муссонный климат характеризуется повышенной влажностью в летний период. Зимний муссон дует с суши на океан. На суше в областях муссонного климата зимой очень сухо.

## Характеристика
В каждом месте области муссонов в течение каждого из двух основных сезонов действует режим ветра с резко выраженным преобладанием одного направления (квадранта и октанта) над другими. При этом в другом сезоне преобладающее направление ветра будет противоположным или близким к противоположному. Таким образом, в каждой муссонной области есть летний и зимний муссоны с взаимно противоположными или, по крайней мере, с резко различными преобладающими направлениями.
Кроме ветров преобладающего направления, в каждом сезоне порой наблюдаются и ветры других направлений, — случаются перебои муссона. В переходные сезоны, весной и осенью, когда происходит смена муссонов, устойчивость режима ветра нарушается.
Устойчивость муссонов связана с устойчивым распределением атмосферного давления в течение каждого сезона, а их сезонная смена — с разностью скорости прогрева и разностью теплоемкости океана и континентальной суши, и, как следствие, с распределении давления от сезона к сезону. Т. е. преобладающие барические градиенты резко меняют направление от сезона к сезону, вместе с этим устойчивость поля барических градиентов вовсе не означает, что в течение сезона над данным районом удерживается один и тот же антициклон или одна и та же атмосферная депрессия. Например, зимой над Восточной Азией последовательно друг друга сменяют целый ряд антициклонов. Но каждый из этих антициклонов держится относительно долго, и число дней с антициклонами значительно превышает число дней с циклонами. В результате антициклон получается и на многолетней средней климатической карте. Северные направления ветра, связанные с восточными перифериями антициклонов, преобладают над всеми иными направлениями ветра, — это и есть зимний восточно-азиатский муссон. Т. е. муссоны наблюдаются в тех районах, где циклоны и антициклоны обладают достаточной устойчивостью и резким сезонным преобладанием одних над другими. В тех же областях Земли, где циклоны и антициклоны быстро сменяют друг друга и мало преобладают одни над другими, — режим ветра изменчив и не похож на муссонный. Так в частности обстоит дело в большей части Европы.

## Расположение
Наибольшей устойчивостью и скоростью ветра муссоны обладают в ряде тропических областей, — особенно:
- в экваториальной Африке,
- странах Южной и Юго-Восточной Азии,
- в Южном полушарии вплоть до северных частей Мадагаскара и Австралии).

В более слабой форме и на ограниченных территориях муссоны наблюдаются: 
- в субтропических широтах, — в частности, на юге Средиземного моря и в Северной Африке,
- в области Мексиканского залива,
- на востоке Азии,
- в Южной Америке,
- на юге Африки и Австралии.